# Paracypris pacifica
Paracypris pacifica är en kräftdjursart som beskrevs av LeRoy 1943. Paracypris pacifica ingår i släktet Paracypris och familjen Candonidae. Inga underarter finns listade i Catalogue of Life.